# Стандартизовані європейські правила польотів
Стандартизо́вані європе́йські пра́вила польо́тів (СЄПП) — імплементаційний регламент про встановлення загальних повітряних правил та експлуатаційних положень, що стосуються аеронавігаційного обслуговування та процедур. Він був виданий після того, як Європейська комісія доручила Євроконтролю та EASA гармонізувати правила між державами.

## Застосування
Стандартизовані європейські правила польотів відповідають мандату, наданому Євроконтролю та EASA Європейською комісією для гармонізації правил між державами.
Європейський регламент є обов’язковим, і країни–члени повинні його дотримуватися.
Проте певна гнучкість допускається та регулюється CS (специфікацією сертифікації), AMC (прийнятними засобами відповідності) та GM (керівним матеріалом). Національні особливості визначають застосування регламенту в кожній державі.
Згідно зі статтею 1 Регламенту, він застосовується до користувачів повітряного простору та повітряних суден, які беруть участь у загальному повітряному русі:
(a) здійснювати рейси до Союзу, у межах Союзу чи відправлення з нього;
(b) мають національну приналежність і реєстраційні знаки держави–члена Союзу та діють у будь–якому повітряному просторі, якщо положення цього Регламенту не суперечать правилам, опублікованим країною, під юрисдикцією якої знаходиться територія, над якою здійснюється проліт.
Регламент також застосовується до компетентних органів держав–членів, постачальників аеронавігаційних послуг і наземного персоналу, призначеного для експлуатації повітряних суден.
Швейцарія взяла на себе регулювання СЄПП у рамках угоди між Швейцарією та ЄС після засідання спільного комітету, що відбулося в грудні 2014 року. СЄПП набув чинности для Швейцарії 11 лютого 2015 року.

## ЕквівалентICAO
SERA відповідає Додатку 2 ICAO щодо правил польотів, Додатку 11 щодо обслуговування повітряного руху та включає деякі елементи з Додатку 3 щодо метеорології.

## Зміст
Короткий зміст регламенту: ·  ·  :
- Визначення
- Частина 1 – Політ над відкритим морем
- Частина 2 – Сфера застосування та відповідність
- Частина 3 – Загальні правила та попередження зіткнень
- Частина 4 – Плани польотів
- Частина 5 – Візуальні метеорологічні умови, спеціальні правила польотів за ПВП та правила польотів за приладами
- Частина 6 – Класифікація повітряного простору
- Частина 7 – Обслуговування повітряного руху
- Частина 8 – Диспетчерське обслуговування повітряного руху
- Частина 9 – Служба польотної інформації
- Частина 10 – Служба оповіщення
- Частина 11 – Перешкоди, надзвичайні ситуації та перехоплення
- Частина 12 – Метеорологічні служби – спостереження з літака та радіотелефонні звіти
- Додаток 1 – Сигнали
- Додаток 2 – Безпілотні вільні повітряні кулі
- Додаток 3 – Таблиці крейсерських ешелонів
- Додаток 4 – Клас повітряного простору ОПР – надані послуги та вимоги до польотів
- Додаток 5 – Вимоги до аеронавігаційного обслуговування